# Øresundstoldregnskaberne
Øresundstoldregnskaberne er de toldbøger (protokoller), hvor tolderne i Helsingør registrerede den Øresundstold, som de opkrævede. Samtidig optegnede tolderne omhyggeligt en række informationer om hver eneste skibspassage. Øresundstolden blev opkrævet fra 1429 til 1857. Regnskaberne er bevaret i en praktisk taget ubrudt række fra 1574 til 1857 samt med spredte år inden da - med 1497 som det ældste. Øresundstoldregnskaberne består i alt af ca. 700 bind, svarende til 58 hyldemeter. Regnskaberne er også mikrofilmet på i alt 377 ruller. De opbevares i Rigsarkivet i Statens Arkiver

## Indhold
I Øresundstoldregnskaberne kan man finde oplysninger om de skibe, som passerede gennem Øresund og om de havne i Vesteuropa (Amsterdam, London osv.), som var forbundet med havne i Østersøen (Danzig, Libau, Riga, Narva, Sankt Petersborg osv.). Desuden findes oplysninger om de varer, som skibene transporterede. I de 360 år, hvor Øresundstolden opkrævedes, er det forskelligt, hvorledes man indrettede toldbøgerne, men generelt blev indførslerne gennem årene mere og mere detaljerede. I de ældste toldbøger anførte man blot skipperens navn og hjemsted samt det betalte toldbeløb. Senere noterede man også afsejlingshavnen. Fra 1567, hvor den hidtidige skibsafgift blev suppleret med en varetold på 1 procent, opregnede tolderne lastens sammensætning af varer. Midt i 1660'erne havde toldregnskabsbøgerne fundet det udseende, som man bibeholdt lige til slutningen i 1857.
Standardformuleringen af indførslerne lød som for eksempel den 27. august 1695, hvor skipper "Reyer Cornelissen de Boer af Vlieland kom fra Amsterdam vil til Königsberg med:
»11½ læster sild, 43 læster salt, 10 oksehoveder øl, 9 skippund ost, 9 piber bomolie, 1.500 pund campechetræ (blåt farvetræ), 4.600 pund sukker og mandler, 1.000 pund kandissukker, 800 pund korender samt 4 piber spansk vin«.
I told måtte han betale 49 rigsdaler, i fyrpenge 4 rigsdaler og i tredivtepenge 8 rigsdaler." (Fyrpenge var en afgift begrundet i den danske konges vedligeholdelse af fyr og anden farvandsafmærkning, medens tredivtepenge var en rettighed, hvorefter man opkrævede 1/30 af vinen eller dens værdi i told).

## Betydning
Øresund var en uhyre vigtig handelsvej. Øresundstoldregnskaberne er en kilde af international betydning til historiske studier af handels- og transportsvirksomhed samt om produktion og forbrug af varer i Europa. Regnskaberne er også en vigtig kilde til studierne af skipperne og deres liv i handelsflåden. Ingen anden kilde dækker så lang en periode. Regnskaberne giver et enestående indblik i verdenshandlens konjunkturer, i magtforholdene i området og i de enkelte havnebyers betydning. 
På grund af Øresundsregnskabernes internationale karakter og deres betydning for international forskning regnes de for verdenskulturarv og er optaget i UNESCOs Memory of the World Programme.

## Digitalisering
Sound Toll Registers online er et digitaliseringsprojekt, som har til formål at inddatere alle Øresundsregnskabernes informationer i en database. (forkortet: STR online). Projektet forestås af Universitetet i Groningen. Projektet startede i 2000 og forventes afsluttet i 2017.

## Eksterne links
- Sound Toll Registers online